# Туллии
Ту́ллии (лат. Tullii) — древнеримский род изначально патрицианского происхождения. Среди наиболее известных представителей данного семейства (gens) можно выделить следующих персоналий:
- Марк Туллий (VI в. до н. э.), был потоплен по приказу Тарквиния «Гордого» за то, что выдал тайну[1];
- Маний Туллий Лонг (ум. 500 до н. э.), консул 500 года до н. э. Вёл войну против Фиден. Умер по своём возвращении в Рим вследствие падения с колесницы во время благодарственного праздника, устроенного по случаю наказания заговорщиков, сторонников Тарквиния «Гордого»[2];
- Марк Туллий Цицерон (от cicer, так как занимался разведением нута; ум. после 106 до н. э.), дед оратора, придерживался, по-видимому, в образе жизни древней строгости нравов[3]. Скончался уже после рождения своего знаменитого внука (в 106 году до н. э[4].);
- Марк Туллий Цицерон (II—I вв. до н. э.), отец оратора, жил то в Риме, то в Арпине[5]. Занимался науками и воспитанием своих сыновей[6];
- Луций Туллий Цицерон (ум. после 103 до н. э.), брат предыдущего. В своё время ездил в Азию вместе с Марком Антонием Оратором, с которым слушал также в Риме и на Родосе (в 103 году до н. э.) тамошних знаменитых преподавателей;
- Луций Туллий Цицерон (ум. 68 до н. э.), сын предыдущего, занимался науками в Афинах, позднее перебрался в Сиракузы. Известно, что он умер в 68 году до н. э[7].;
- Марк Туллий Цицерон (106—43 до н. э.), знаменитый оратор, родился 3 января в имении своего отца, близ Арпина. Его семья принадлежала к сословию всадников, но ни один из её членов не занимал курульных должностей до консула 63 года;
- Туллия Цицеронис (также — «Туллиола»; 78—45 до н. э.), дочь Марка Туллия Цицерона Старшего, нежно им любимая. В 63 году до н. э. вышла замуж за будущего квестора Гая Кальпурния Пизона Фруги. В 56 году до н. э. вышла замуж вторично — за Фурия Крассипеда. В 50 году до н. э., против желания отца, вышла замуж за Публия Корнелия Долабеллу, ставшего в 44 году до н. э. консулом-суффектом;
- Марк Туллий Цицерон (65 — после 23 до н. э.), сын Цицерона, сопровождавший родного отца вместе со своим учителем, Дионисием, в Киликию[8]. Обратный путь в Рим был совершён им в 50 году до н. э. через Родос, Эфес и Афины. В 49 году до н. э. 16-тилетним юношей Марк отправился в лагерь Гнея Помпея, где, командуя конным отрядом, проявил большую храбрость[9]. В 47 году он находился со своим отцом в Брундизии, откуда отправился в Афины, где слушал знаменитейших ораторов и философов (однако, при этом жизнь вёл не безупречную). В дальнейшем Марк Туллий-младший служил под начальством Брута, командовал частью конницы, принудил к сдаче один неприятельский легион. В 43 году до н. э. разбил Луция Антония при Биллиде, за что подпал опале у триумвиров и после поражения при Филиппах осенью 42 до н. э. присоединился к Помпею Младшему[10]. Впоследствии он перешёл на сторону Гая Юлия Цезаря Октавиана, который в 30 году до н. э. сделал сына Цицерона консулом, и содействовал многим мероприятиям против заклятого врага своего отца — Антония. Некоторые античные авторы сообщают, что под конец жизни Марк Туллий предался пьянству. Год его смерти неизвестен[11];
- Квинт Туллий Цицерон (105/102—43 до н. э.), младший брат оратора, воспитывался вместе с Марком. Женился на сестре Тита Помпония Аттика, Помпонии, но в 44 году до н. э. развёлся с ней. В 65 году до н. э. Квинт исполнял функции эдила, а спустя три года — претора (возможно, городского) и «всемерно» поддерживал брата в борьбе против заговора Катилины, хотя подал свой голос против казни заговорщиков. С 61 года до н. э. управлял Азией: введением хороших законов и облегчением податей оказал важные услуги этой провинции, признанные самими провинциалами. Однако, брат часто должен был укорять его за чрезмерную вспыльчивость[12]. B 58 году он возвратился в Рим, где принял участие в борьбе брата с Клодием и от последнего вынес немало обид. В 57 до н. э. Квинт управлял Сардинией. С 56 года он проживал то в Риме, то в своих поместьях, живо интересуясь порученным брату восстановлением храма богини Теллуры (Tellus). В 54 году до н. э. Квинт Туллий отправился к Гаю Юлию Цезарю, которого сопровождал в Британию, отличился в борьбе с Амбиоригом, но в 53 году, воюя против сигамбров, потерпел чувствительное поражение. После участвовал в осаде Алезии, а в 51 году до н. э. сопровождал брата в Киликию, где также сражался с успехом[13]. В Рим оба брата возвратились вместе. Когда разгорелась междоусобная война Квинт вместе с братом примкнул к Гнею Помпею; несмотря на это, после последнего поражения помпеянцев Юлий Цезарь простил своего экс-легата[14]. Возникшие на почве этой борьбы недоразумения между братьями тоже мало-помалу уладились. Однако, в это время Квинт перенёс много горя в семейной жизни, а вскоре и его политический статус ухудшился ввиду гибели диктатора и стал весьма ненадёжным. В конце 43 года до н. э. Квинт подвергся опале наравне с братом и, не имея возможности бежать в Македонию, некоторое время скрывался в столице, но был выдан своими же слугами и убит вместе с сыном[15]. Квинт обладал большими дарованиями, любил заниматься историей и поэзией, особенно сочинением трагедий. До нас дошли 4 его письма (Cic. ad. fam. 16, 8. 16. 26. 27) и небольшое сочинение «Краткое наставление по соисканию», в котором говорится о средствах для достижения консульства и о претендентах на эту должность (родном брате и его соперниках). Лучшие издания Buecheler (1869) и Eussner (1872);
- Квинт Туллий Цицерон (66—43 до н. э.), сын предыдущего. Воспитывался отчасти под надзором своего дяди и уже мальчиком показывал большие способности. Но его пылкий и не поддающийся руководству характер не получил надлежащего направления вследствие постоянного раздора родителей. В 51 году до н. э. Квинт Туллий-младший сопровождал своего дядю в Киликию. Во время гражданской войны 49—45 годов до н. э. склонялся к Гаю Юлию Цезарю, которого старался задобрить в пользу своего отца наговорами на дядю. В 45 году до н. э. Квинт последовал за Цезарем в Испанию, а своих письмах выказывал неуважение как к отцу, так и к дяде, с которым позднее, впрочем, примирился. Когда его отец развёлся с Помпонией, сын принял сторону матери. Впоследствии Квинт Туллий примкнул к Марку Антонию, которого вскоре покинул, обманувшись в своих чаяниях, и преследовал с непримиримой враждой. В ходе триумвирских проскрипций он был убит вместе с отцом[16];
- Марк Туллий Тирон (ок. 103—4 до н. э.), вольноотпущенник и друг Цицерона, которого он пережил на многие годы. Описал жизнь Цицерона и издал его речи и письма. Особенно известен изобретением стенографических знаков, так называемых notae Tironianae, для более скорого записывания устной речи[17];
- Марк Туллий Декула (ум. после 81 до н. э.), консул 81 года до н. э. совместно с Гнеем Корнелием Долабеллой, когда действительная власть находилась в руках Суллы, бывшего в то время бессрочным диктатором[18];
- Mарк Туллий (ум. после 71 до н. э.), подзащитный Цицерона в 71 году до н. э.;
- Публий Туллий Альбинован (ум. после 56 до н. э.), обвинитель Публия Сестия в феврале 56 года до н. э., инкриминировавший ему насильственные действия (crimen de vi[19]);
- Луций Туллий (ум. после 51 до н. э.), знакомый Тита Помпония Аттика. Как легат Цицерона в Киликии участвовал в происходивших там боях;
- Туллий Валентин (ум. 70), предводитель треверов, победил своих соотечественников в борьбе с римлянами, был взят в плен и казнён по приказанию Домициана[20].